# Подгорье (Червенский район)
Подгорье (бел. Падгор'е) — деревня в Червенском районе Минской области. Входит в состав Смиловичского сельсовета.

## Географическое положение
Находится примерно в 26 километрах к западу от райцентра, в 40 км к юго-востоку от Минска, в 24 км от железнодорожной станции Руденск линии Минск-Осиповичи, на правом берегу реки Волма.

## История
Первые упоминания о населённом пункте относятся к XVIII веку. На 1800 год деревня в составе Игуменского уезда Минской губернии, насчитывавшая 9 дворов, где проживали 44 человека, и принадлежавшая судье С. Монюшко. В середине XIX века перешла в собственность помещика А. Войницкого. На 1870 год относилась к Смиловичской волости, здесь было 43 души мужского пола. Согласно переписи населения Российской империи 1897 года в деревне было 29 дворов, проживали 220 человек, функционировал хлебозапасный магазин. На начало XX века здесь было 30 дворов и 150 жителей. На 1917 год насчитывалось 39 дворов, 188 жителей. С февраля по декабрь 1918 года деревня была оккупирована немецкими войсками, с августа 1919 по июль 1920 — польскими. 20 августа 1924 года деревня вошла в состав вновь образованного Корзуновского сельсовета Смиловичского района Минского округа (с 20 февраля 1938 — Минской области). 18 января 1931 года передана в Пуховичский район, 12 февраля 1935 года — в Руденский район. Согласно Переписи населения СССР 1926 года в деревне было 35 дворов, проживали 180 человек. Во время Великой Отечественной войны деревня была оккупирована немцами в начале июля 1941 года, 14 её жителей не вернулись с фронта. Освобождена в начале июля 1944 года. В 1954 году в связи с упразднением Корзуновского сельсовета вошла в Смиловичский сельсовет. 20 января 1960 года деревня была передана в Червенский район, тогда там насчитывалось 233 жителя. В 1980-е годы деревня относилась к Смиловичскому совхозу-техникуму, здесь функционировали животноводческая ферма, магазин. По итогам переписи населения Белоруссии 1997 года в деревне насчитывалось 33 дома и 45 жителей. На 2013 год 19 жилых домов, 24 жителя.

## Население
- 1800 — 9 дворов, 44 жителя
- 1870 — 43 мужчины
- 1897 — 29 дворов, 220 жителей
- начало XX века — 30 дворов, 150 житель
- 1917 — 39 дворов, 188 жителей
- 1926 — 35 дворов, 180 жителей
- 1960 — 233 жителя
- 1997 — 33 двора, 45 жителей
- 2013 — 19 дворов, 24 жителя